# USS Cape Gloucester (CVE-109)
«Кейп-Глостер» (англ. USS Cape Gloucester (CVE-109)) — ескортний авіаносець США часів Другої світової війни типу «Комменсмент Бей».

## Історія створення
Авіаносець «Кейп-Глостер» був закладений 10 січня 1944 року на верфі «Todd Pacific Shipyards» в Такомі під назвою «Willapa Bay», але 26 квітня 1944 року перейменований на «Кейп-Глостер». Спущений на воду 12 вересня 1944 року, вступив у стрій 5 березня 1945 року.

## Історія служби
Після вступу у стрій «Кейп-Глостер» брав участь у бойових діях, протягом червня-серпня 1945 року здійснюючи рейди проти японського судноплавства у Східнокитайському морі. За участь у бойових діях корабель був нагороджений Бойовою зіркою.
5 листопада 1946 року авіаносець був виведений в резерв. 12 червня 1955 року перекласифікований в ескортний вертольотоносець CVHE-109. 7 травня 1959 року перекласифікований в авіатранспорт AKV-9.
1 червня 1960 року корабель був виключений зі списків флоту, але незабаром був повернутий в резерв.
1 квітня 1971 року корабель повторно був виключений зі списків флоту і проданий на злам.